# Massacre de Catavi
O Massacre de Catavi foi um massacre de mineiros grevistas por forças do governo boliviano na mina de Catavi em 21 de dezembro de 1942. O relatório oficial indica que houve 19 mortos e 400 feridos, enquanto estimativas dos próprios trabalhadores relataram até 400 mortes.

## Antecedentes
O movimento dos trabalhadores obteve alguns ganhos políticos nominais no final da década de 1930 como resultado da mudança política após a Guerra do Chaco de 1932-1935. Os partidos políticos de esquerda tomaram o lugar de algumas das forças conservadoras tradicionais no Congresso boliviano, mas o governo do presidente Enrique Peñaranda continuou a aderir a políticas conservadoras.
Uma lei estabelecendo o direito à negociação coletiva foi aprovada pelo governo de Germán Busch, mas a mudança percebida pelo governo nas questões trabalhistas não seria testada até a greve dos mineiros de 1942. A Bolívia havia entrado formalmente na Segunda Guerra Mundial ao lado das Potências Aliadas após o ataque japonês a Pearl Harbor em dezembro de 1941. Assim, governo de Peñaranda considerava que as greves em tempos de guerra representavam uma interrupção inaceitável da produção boliviana para os Estados Unidos.

## Massacre
Quando os mineiros da Siglo XX e de Catavi apresentaram uma petição exigindo um aumento de 100% nos salários em 1942, a administração se recusou a negociar e os líderes sindicais dos mineiros convocaram uma greve. O governo então prendeu todos os dirigentes sindicais e assassinou sete mineiros que protestavam contra a prisão dos dirigentes sindicais. Em resposta, 7.000 mineiros entraram numa greve de cinco dias, de 15 de dezembro de 1942 a 20 de dezembro de 1942. Quando os mineiros começaram a marchar em direção aos escritórios da administração em 21 de dezembro de 1942, os militares bolivianos cercaram a multidão e atiraram por seis horas.
O balanço oficial é de 19 mortos e 400 feridos, enquanto estimativas dos próprios trabalhadores chegam a 400 mortos.

## Consequências
O massacre resultou em uma ruptura aberta nas relações já deterioradas entre Peñaranda e os partidos reformistas moderados e radicais dentro do Congresso boliviano. O Congresso iniciou uma moção de censura após o Massacre de Catavi. A moção foi rejeitada por um único voto.